# Чернявский, Владимир Андреевич
Владимир Андреевич Чернявский (род. 1947) — советский и российский композитор и дирижёр.
Автор симфонической, вокально-симфонической, хоровой и оперной музыки. Член Союза композиторов Российской Федерации.

## Биография
Родился 27 мая 1947 года на Кубани. Детство прошло в Старой Станице Новокубанского района Краснодарского края.
После школы в 1964 году поступил в Черкесское музыкальное училище, а с 1969 года обучался в Астраханской консерватории. По окончании консерватории начал трудовой путь в Калмыцкой АССР: с 1974 работал художественным руководителем Калмыцкого государственного ансамбля песни и танца «Тюльпан», затем был директором Элистинского музыкального училища (ныне Колледж искусств имени П. О. Чонкушова). Создал в Калмыкии хоровую капеллу, выступил в качестве дирижёра симфонического оркестра.
С 1984 года В. А. Чернявский являлся художественным руководителем Ставропольской филармонии, в 1995 году при ней создал вокально-хореографический ансамбль «Терцы». В 1998 году вернулся на Кубань и в 2001 году стал художественным руководителем Краснодарской краевой филармонии. В 2008—2012 годах Чернявский возглавлял консерваторию Краснодарского государственного института культуры. В настоящее время работает профессором кафедры музыковедения, композиции и методики музыкального образования этой же консерватории. Является членом секретариата Союза композиторов РФ и председателем краснодарской организации Союза композиторов России.

## Заслуги
- Заслуженный деятель искусств Калмыцкой АССР (1981), Заслуженный деятель искусств Российской Федерации (1998).
- Лауреат премий губернатора Ставропольского края (1999), Союза композиторов России им. Д. Д. Шостаковича (2007), а также премий администрации Краснодарского края в области науки, образования и культуры (2007) и в области культуры и искусства (2014).
- Награждён медалями «За заслуги перед Кубанским казачеством» (2007) и «За заслуги перед Кубанью» 3-й степени.
- Почетный гражданин Прикубанского сельского поселения (2012).